# زلزال البوسنة والهرسك 2022
زلزال البوسنة والهرسك 2022 في 22 أبريل 2022 الساعة 23:07 بالتوقيت المحلي (21:07 بالتوقيت العالمي) ضرب زلزال بقوة 5.7 درجة جنوب البوسنة والهرسك. كان مركز الزلزال في قرية هرتسغوفينيان ستروبيتشي على بعد حوالي 10 كم (6.2 ميل) شرق ستولاك أو 14 كم (8.7 ميل) من ليوبيني أو نيفيسيني. يعد الزلزال خامس أكبر زلزال في البلاد، فضلاً عن أنه الأكثر أهمية منذ زلزال بانيا لوكا عام 1969.

## الهزة الأرضية
وفقًا لخدمة الأرصاد الجوية الهيدرولوجية الفيدرالية في البوسنة والهرسك كان الزلزال بقوة 5.6. صنفت هيئة المسح الجيولوجي الأمريكية الزلزال بقوة 5.7. وأفادوا أنه وقع على بعد 14 كيلومترًا شمال شرق ليوبينيي على عمق 10 كيلومترات. وفقًا لخدمة رصد الزلازل الكرواتية ، كان مركز الزلزال بالقرب من ليوبينيي، وكانت قوته 6.1 درجة على مقياس ريختر، وكانت شدته VIII (ضررًا شديدًا) على مقياس الزلزال الكبير الأوروبي.
خارج المنطقة المركزية شعر بالزلزال بقوة في عاصمة البوسنة والهرسك سراييفو، وعاصمة الجبل الأسود بودغوريتشا، ومنطقة دالماتيا الكرواتية. تم الشعور به في الكثير من مناطق جنوب كرواتيا والجبل الأسود وأيضًا أجزاء من سلوفينيا وصربيا وألبانيا وكوسوفو ومقدونيا الشمالية وإيطاليا وشمال اليونان.